# Ha-Kaw ha-Ironi

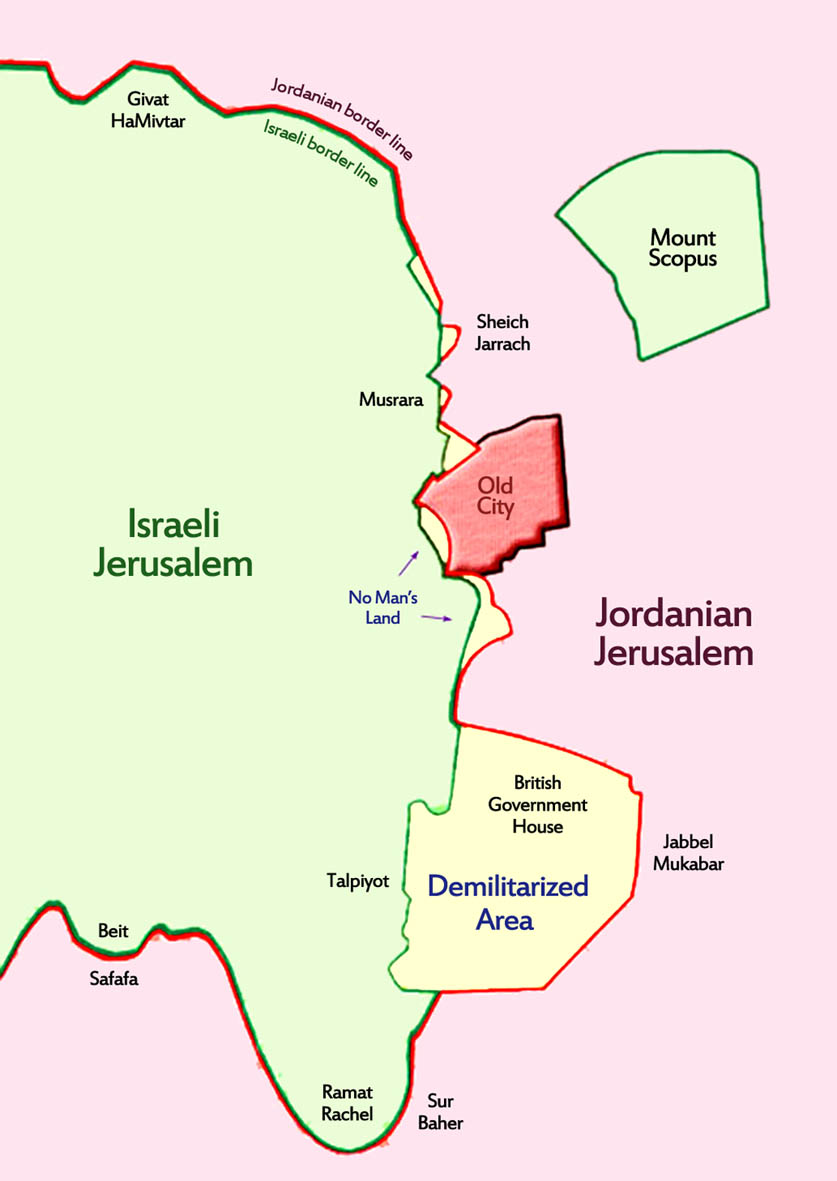
Mapa przedstawiająca podział Jerozolimy w latach 1948–1967.

Ha-Kaw ha-Ironi (hebr. הקו העירוני, ang. City Line, dosł. linia miejska) – izraelska nazwa odcinka zielonej linii przebiegającej przez obszar Jerozolimy, który dzielił miasto na część izraelską i jordańską oraz tworzył między nimi pasy ziemi niczyjej.
W trakcie wojny o niepodległość Izraela Jordania zajęła Zachodni Brzeg wraz ze Wschodnią Jerozolimą, w tym ze Starym Miastem. Zachodnia część miasta oraz Góra Skopus pozostały pod kontrolą izraelską. Jeszcze w trakcie wojny, 7 lipca, status Góry Skopus i znajdujących się na niej Uniwersytetu Hebrajskiego oraz szpitalu Hadassa został uregulowany przez specjalne jordańsko-izraelskie porozumienie podpisane pod auspicjami Organizacji Narodów Zjednoczonych. Na jego podstawie góra pozostawała izraelską enklawą na jordańskim terytorium. Ochronę nad placówkami znajdującymi się na niej mogła sprawować wyłącznie policja, której funkcjonariusze mieli sprawować tam służbę rotacyjnie. Natomiast 30 listopada 1948 roku dowódca walczącej o Jerozolimę Brygady Ecjoni pułkownik Mosze Dajan oraz dowódca Legionu Arabskiego w Jerozolimie podpułkownik Abd Allah at-Tall podpisali porozumienie o zawieszeniu ognia na obszarze Jerozolimy. Izraelskie pozycje zostały oznaczone linią koloru zielonego, a jordańskie linią koloru czerwonego. Ustalono, że obszar pomiędzy nimi będzie ziemią niczyją . Na południu linii demarkacyjnej wyznaczono strefę zdemilitaryzowaną, która miała należeć do ONZ. Potwierdzono także status Góry Skopus jako zdemilitaryzowanej izraelskiej enklawy. Na południe od góry wyznaczono jordańską strefę zdemilitaryzowaną ze szpitalem Augusty Wiktorii i kościołem.

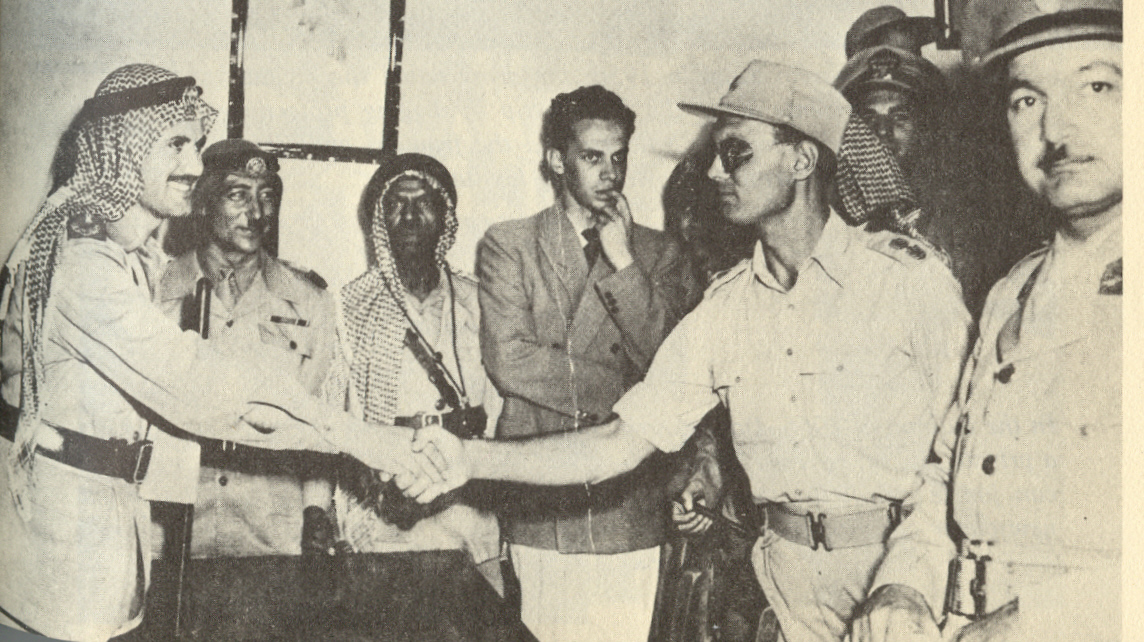
Mosze Dajan i Abd Allah at-Tall (1948).

3 kwietnia 1949 roku podpisano porozumienie o zawieszeniu broni pomiędzy Jordanią a Izraelem, w którym artykuł V wyznaczał linie zawieszenia ognia w czterech sektorach. Jednym z nich był obszar Jerozolimy, a oficjalny przebieg linii demarkacyjnej na jej obszarze oparł się na linii ustalonej przez Dajana i At-Talla 30 listopada 1948 roku.

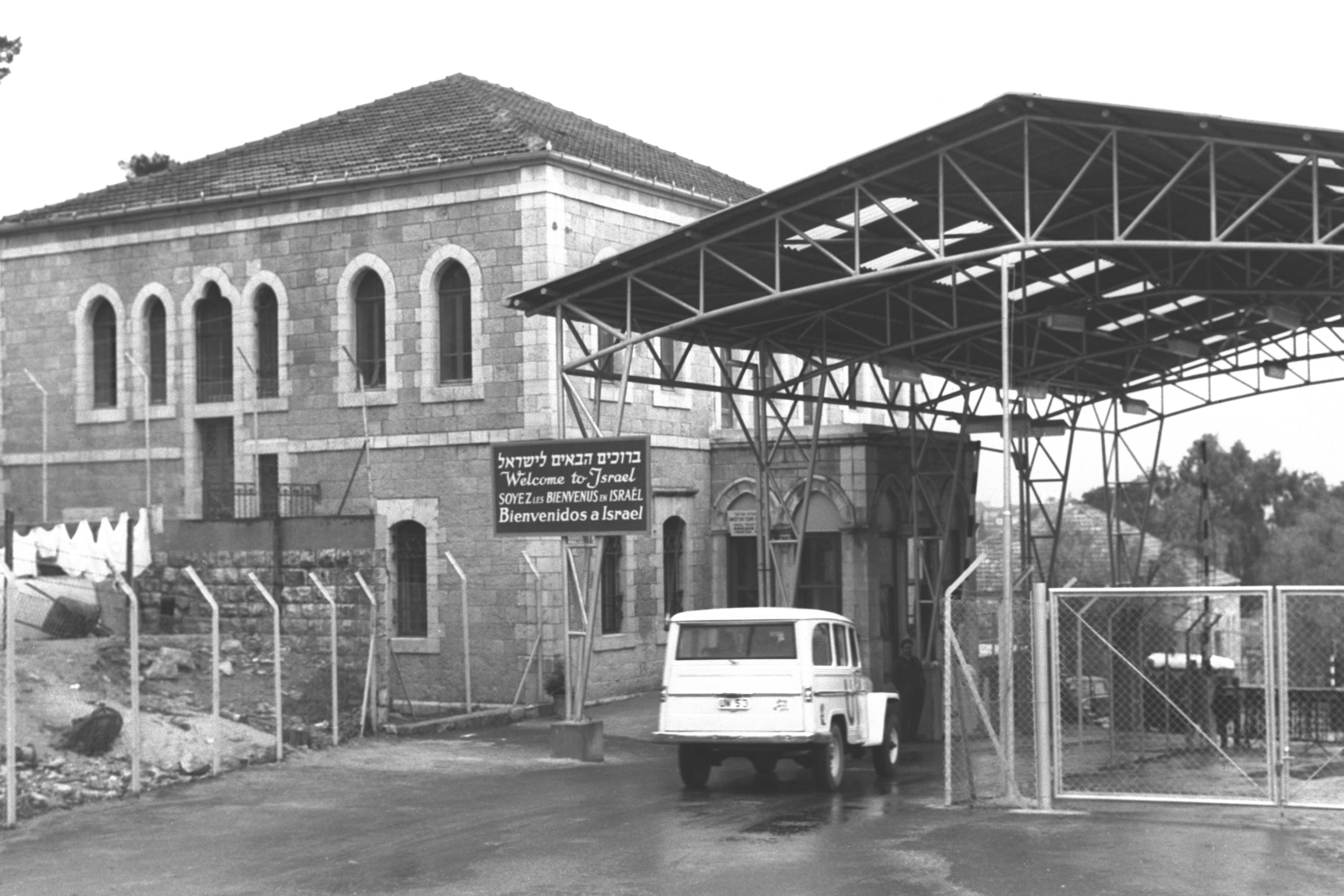
Brama Mandelbauma (1964).

Jordańczycy w celu umożliwienia funkcjonowania placówek na Górze Skopus zgodzili się na przepuszczanie przez jedyne przejście graniczne (Bramę Mandelbauma), raz na dwa tygodnie, izraelskiego konwoju w obstawie sił ONZ. Wówczas też miało dojść do wymiany połowy izraelskiego garnizonu policyjnego, który ochraniał górę. Izraelczycy omijali przepisy o tym, iż góra miała być strefą zdemilitaryzowaną, w której przebywać mogli, poza cywilami, policjanci. W transportach znajdowali się żołnierze przebrani w policyjne mundury . Kiedy w 1948 roku wyznaczono linię, uważano, że będzie ona tymczasowa i nie przywiązywano uwago do dokładności jej naniesienia na mapie. W związku z tym do 1967 roku dochodziło do różnych naruszeń po obu stronach:
- w 1953 roku jordańska armia próbowała wkroczyć na teren strefy zdemilitaryzowanej na południe od Góry Skopus i dokonać ingerencji w tamtejszą zabudowę[6],
- na zachód od zdemilitaryzowanej strefy ONZ znajdowała się izraelska rolnicza placówka badawcza oraz opuszczona arabska uczelnia, która według ustaleń, miała pozostać budynkiem opuszczonym. Jednak w 1953 roku izraelska armia wpuściła na jej teren studentów, którzy mieli pomagać armii w obserwacji strefy zdemilitaryzowanej. Miało do tego dojść bez informowania rządu[1][6],
- w dniach 1–2 lipca 1954 roku doszło do dwudniowej wymiany ognia na długości całej linii demarkacyjnej pomiędzy siłami obu stron[1],
- 23 września 1954 roku na terenie wykopalisk archeologicznych na południowym wschodzie miasta żołnierze Legionu Arabskiego ostrzelali uczestników wycieczki Towarzystwa Badań nad Palestyną. Zginęły wówczas cztery osoby, a 16 zostało rannych[1],
- dochodziło do licznych ostrzałów żołnierzy obu stron, którzy z racji niedokładności mapy zawieszenia ognia z 1948 roku naruszali strefy zdemilitaryzowane lub obszary ziemi niczyjej[1],
- w 1963 roku w pobliżu klasztoru Notre Dame doszło do wymiany ognia pomiędzy dwiema stronami. Po obu stronach doszło do uszkodzenia stanowisk obserwacyjnych, a jeden izraelski sierżant zmarł w wyniku obrażeń[7].

W trakcie wojny sześciodniowej (1967) Izrael zajął Wschodnią Jerozolimę oraz Zachodni Brzeg, co sprawiło, że zapory na linii demarkacyjnej oraz przejście graniczne zostały rozebrane przez Izraelczyków .